# NGC 145
NGC 145 je galaksija u zviježđu Kit.

## Vanjske poveznice
- SEDS: NGC 0145